# Wörterbuch der deutschen Rechtschreibung (Karl Erbe)

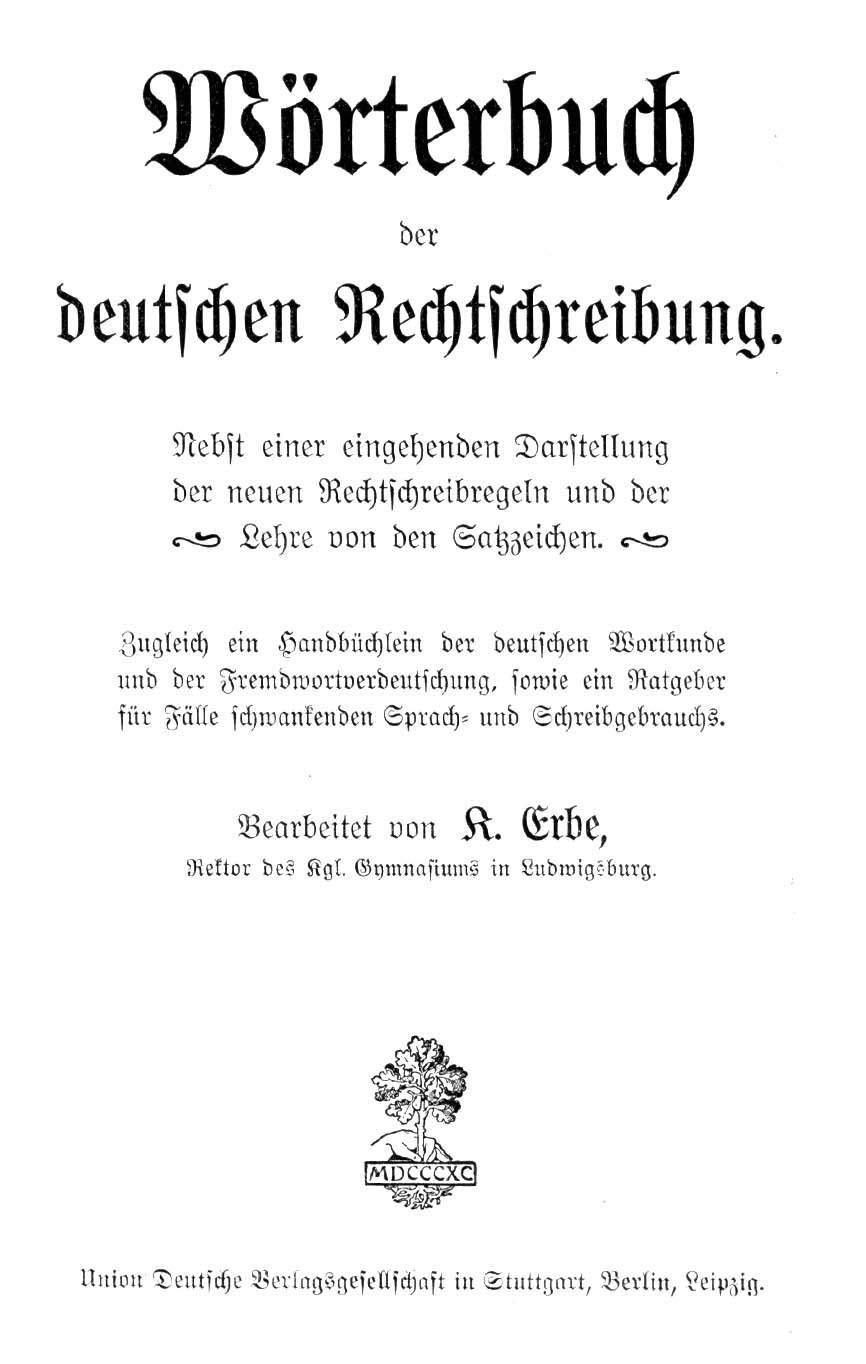
Titelseite

Wörterbuch der deutschen Rechtschreibung ist der Titel eines orthographischen Wörterbuchs von Karl Erbe († 16. Februar 1927 in Ludwigsburg).

## Geschichte
Karl Erbe war Rektor des Königlichen Gymnasiums in Ludwigsburg. Sein Wörterbuch der deutschen Rechtschreibung erschien erstmals 1902, das heißt ein Jahr nach der orthographischen Konferenz von 1901 und 22 Jahre nach der Erstausgabe von Konrad Dudens Vollständigem Orthographischen Wörterbuch der deutschen Sprache.
Im Vorwort zur ersten Ausgabe des Wörterbuchs schreibt Erbe dazu: „Das Erscheinen eines neuen Wörterbuchs der deutschen Rechtschreibung neben den schon länger eingeführten und den neuestens veröffentlichten trefflichen Werken desselben Inhalts möchte ich mit dem Hinweis auf die Fülle und Mannigfaltigkeit des vorliegenden Stoffs rechtfertigen, der sicherlich noch mehr als  e i n e  weitere Behandlungsweise zuläßt.“
Mit dieser Vorbemerkung kommt Erbe einer Verwunderung der Leserschaft und einer möglichen Verhöhnung durch Rezensenten zuvor, dass er gegen das 1902 schon in siebenter Auflage erscheinende Orthographische Wörterbuch Konrad Dudens in Konkurrenz tritt. Nach dieser kurzen Reverenz an Konrad Duden stellt Erbe ausführlich dar, dass sein Werk, das sich wegen der 1901 erfolgten Vereinheitlichung der deutschen Rechtschreibung in den Schreibweisen nicht von Dudens Wörterbuch unterscheiden konnte, sich von diesem gestalterisch unterscheidet.
Das Konzept war auch erfolgreich, denn von dem Wörterbuch sind von 1902 bis 1927 in sechs Auflagen 121.000 Exemplare gedruckt worden.

## Gestaltung

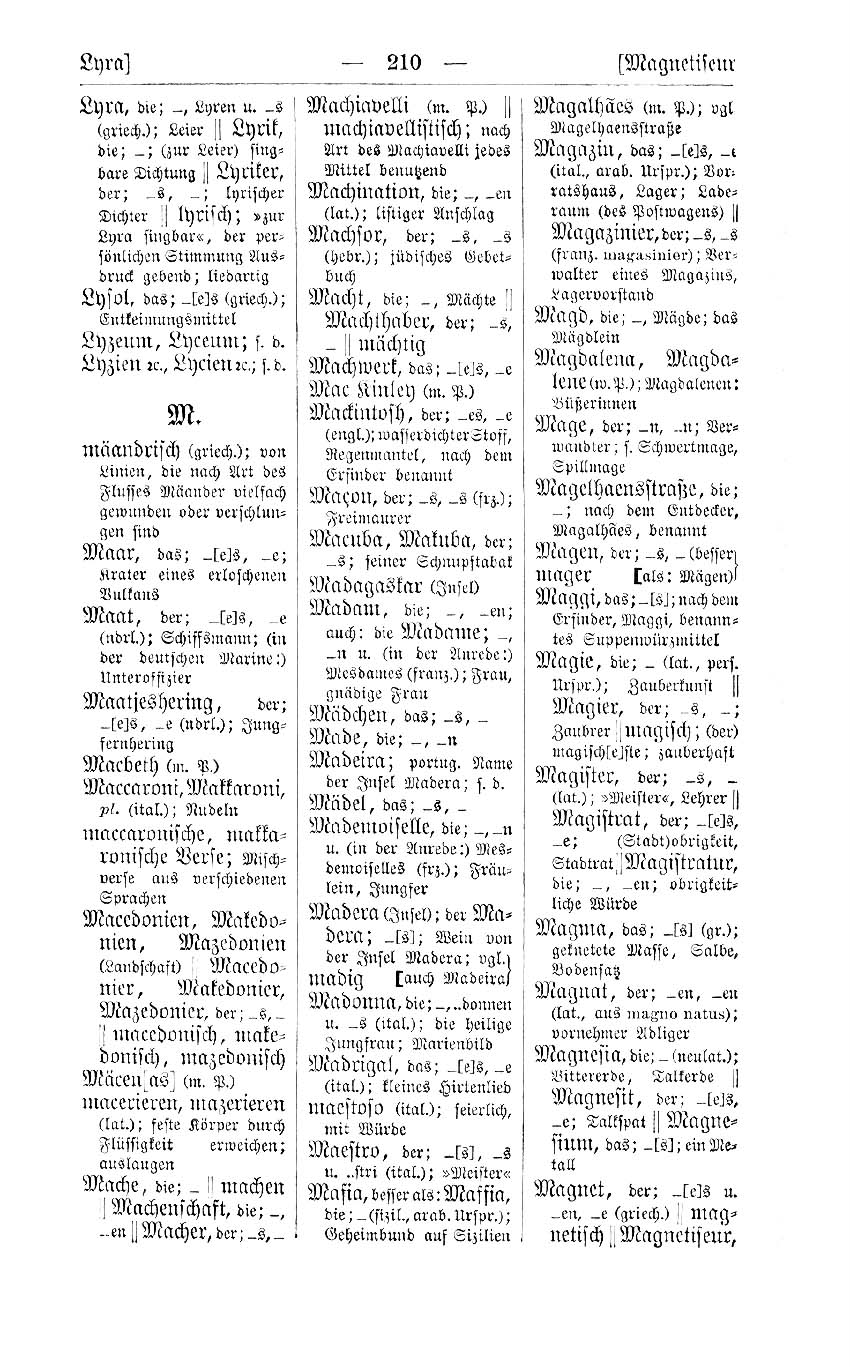
DUDEN 1902 Buchstabe M

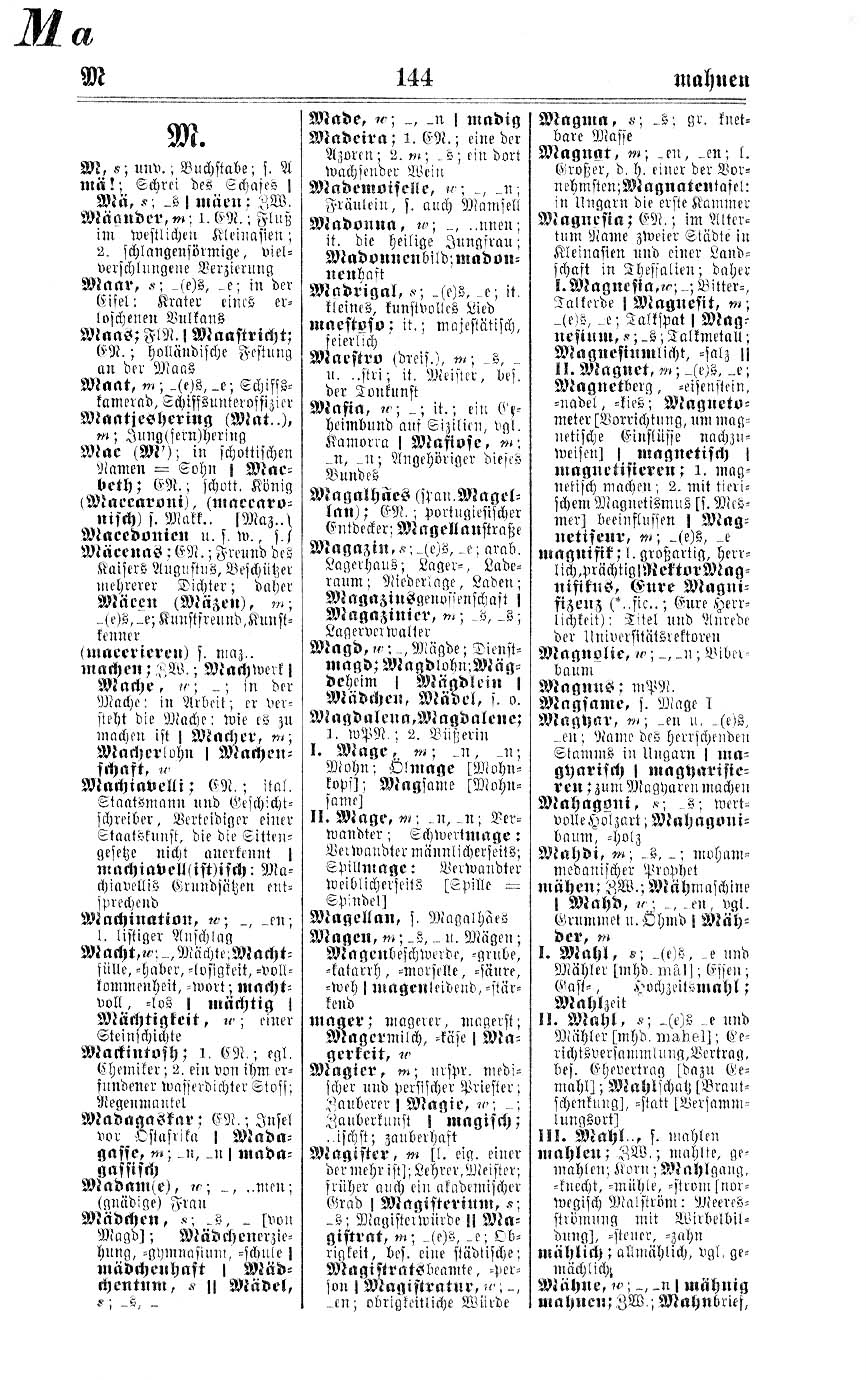
ERBE 1902 Buchstabe M

Erbe nennt im Vorwort fünf Hauptpunkte seiner besonderen Gestaltung: Druck, Auswahl, Anordnung, die Behandlung von zwei- und dreifachen Schreibweisen und Beigaben.
Beim Druck hat er versucht die Gesichtspunkte ‚Handlichkeit des Buches‘, ‚Reichhaltigkeit des Stoffes‘ und ‚Übersichtlichkeit‘ durch scharfe, sich deutlich abhebende Lettern und durch passenden Wechsel zwischen verschiedenen Schriftarten und -graden in Einklang zu bringen.
Auch durch die Auswahl der Wörter soll die Handlichkeit des Buchs gewahrt werden. Nicht aufgenommen sind Fremdwörter, soweit sie als Modewörter einzustufen sind, und Ableitungen und Zusammensetzungen von deutschen Wörtern, sofern ihre Schreibweise nicht zweifelhaft ist.
Die Anordnung erfolgt alphabetisch, aber nicht, wenn es sich um eine Wortfamilie handelt. Dann werden nach dem Stammwort alle Ableitungen und Zusammensetzungen in sinngemäßer Reihenfolge aufgeführt. Abgesehen davon sind Zusammensetzungen immer beim Bestimmungswort zu suchen.
Die nach den amtlichen Regelwerken zulässigen ‚zwei- oder dreifachen Schreibweisen‘ hat Erbe prinzipiell vollständig aufgenommen, um insbesondere Lehrern einen Leitfaden zu geben, was richtig, falsch oder zulässig ist.
Unter Beigaben versteht Erbe ‚Bemerkungen über Geschlecht, Biegung, Herkunft, Bedeutung und Anwendung eines Worts‘, in vielen Fällen auch die Betonung.

## Inhalt
Erbes Werk beginnt mit einem Regelteil von 14 Seiten: Übersichtliche Darstellung der neuen Regeln für die Rechtschreibung. Die Darstellung geht im Umfang über das amtliche Regelwerk hinaus, kann jedoch nicht als Lehrbuch der Orthographie angesehen werden, weil es nicht pädagogisch aufgebaut und zu kurzgefasst ist.
Der Hauptteil besteht aus dem Wörterbuch von 288 Seiten (Erstausgabe) bzw. 342 Seiten (sechste Ausgabe).
Ab der fünften Ausgabe gibt es einen Anhang Winke für Druckberichtigungen und in der sechsten Ausgabe zusätzlich eine Kurze Belehrung über die abweichende Aussprache der Buchstaben in niederdeutschen und fremdsprachigen Wörtern und eine Seite Unechte Fremdwörter (I. Französisch aussehende, aber nicht oder nicht mehr französische Wörter und II. Französische Wörter, die im Deutschen eine andere Bedeutung angenommen haben).

## Ausgaben
- Wörterbuch der deutschen Rechtschreibung. Nebst einer eingehenden Darstellung der neuen Rechtschreibregeln und der Lehre von den Satzzeichen. Zugleich ein Handbüchlein der deutschen Wortkunde und der Fremdwortverdeutschung, sowie ein Ratgeber für Fälle schwankenden Sprach- und Schreibgebrauchs. Bearbeitet von K. Erbe, Rektor des Kgl. Gymnasiums in Ludwigsburg. Union Deutsche Verlagsgesellschaft in Stuttgart, Berlin, Leipzig 1902.
- Zweite, nach dem neuesten Stand der Rechtschreibfrage bearbeitete und erweiterte Ausgabe 1906.
- Dritte, nach dem neuesten Stand der Rechtschreibfrage bearbeitete und erweiterte Ausgabe 1911.
- Vierte, bearbeitete und erweiterte Ausgabe 1918.
- Fünfte, verbesserte und vermehrte Ausgabe 1922.
- Sechste, verbesserte und vermehrte Ausgabe 1927.